# Hayley Wickenheiser
Temple de la renommée : 2019
Temple de la renommée de l'IIHF : 2019
Hayley Wickenheiser (née le 12 août 1978 à Shaunavon, dans la province de la Saskatchewan, au Canada) est un médecin et une joueuse canadienne de hockey sur glace retraitée. Depuis 2018, elle occupe un poste au développement des joueurs pour les Maple Leafs de Toronto,.
Membre de l'équipe nationale du Canada pendant 23 ans, elle a remporté une médaille d'argent olympique à Nagano en 1998 et quatre médailles d'or olympiques à Salt Lake City en 2002, Turin en 2006, Vancouver en 2010 et Sotchi en 2014.
C'est la première joueuse de hockey à faire carrière professionnellement en tant qu'attaquante (plusieurs gardiennes de but ont joué en ligue masculine comme Manon Rhéaume).

## Biographie

### Carrière de joueuse

#### Début au hockey
Wickenheiser commence à jouer au hockey vers l'âge de cinq ans dans sa ville natale de Shaunavon. Elle joue dans des équipes de garçons jusqu'à ce qu'elle ait 13 ans,. Par la suite elle joue dans des équipes de filles. En 1991, elle est membre de l'équipe des moins de 18 ans de la province d'Alberta aux Jeux du Canada. Elle aide son équipe pour la conquête de la médaille d'or en marquant le but gagnant lors de la finale et est nommée Joueuse la plus utile du tournoi,.
Dès 15 ans, elle entame sa carrière internationale avec l'équipe nationale du Canada.

#### Carrière en club masculin
En 2003, elle devint la première femme à marquer un point dans une ligue semi-professionnelle masculine lorsqu'elle rejoint le HC Salamat Kirkkonummi dans la ligue Suomi-sarja de Finlande (troisième division). Elle joue 23 matches pour Salamat et enregistre deux buts et dix aides, en plus d'avoir le meilleur pourcentage d'efficacité lors des mises au jeu de la ligue. Wickenheiser a rejoint une ligue européenne pour jouer de façon professionnelle car le style de jeu y semblait plus ouvert et comprend moins d'impact physique qu'en ligues nord-américaines. Pour autant, les choses ne se sont pas faites facilement puisqu'elle devait initialement jouer en Italie jusqu'à ce que la fédération italienne rendent les femmes inéligibles en ligues masculines. Elle a également refusé une offre pour jouer en ECHL (troisième échelon américain) pour l'équipe des Cyclones de Cincinnati. Finalement, la fédération finlandaise a supporté de façon unanime la présence de femmes en ligues masculines, lui permettant d'effectuer ses débuts en Suomi-sarja le 10 janvier 2003.
Wickenheiser joue brièvement avec le Salamat en 2004 mais comme le club a été promu en Mestis (second échelon de la ligue finlandaise), les conditions ne lui correspondent plus et elle quitte le club au bout de 10 matchs. Elle retourne au Canada jouer en ligue féminine, qui à l'époque ne rémunère pas ses joueuses qui ne peuvent donc pas en vivre.
Elle effectue une retour en ligue masculine en 2007, réalisant un essai dans un club suédois, le IFK Arboga qui évolue dans la ligue professionnelle masculine au troisième échelon. Après deux matchs d'entrainements, où elle inscrit deux buts dès le premier match, elle ne reçoit aucune proposition de contrat. En 2008, elle signe un contrat d'un an avec l'équipe du Linden Hockey, également dans la ligue suédoise de troisième échelon,.

#### Ligues élites féminines: LCHF et WWHL
En 2004, après son parcours professionnel en Finlande, elle rejoint l'Oval X-Treme de Calgary qui évolue alors dans la Ligue féminine de hockey de l'Ouest (WWHL) pour sa saison inaugurale. Elle joue 3 saisons avec l'équipe et contribue à la conquête de trois championnats. Wickenheiser règne en tant que meneuse au score de la saison régulière et est nommée dans l'équipe étoiles chaque année.
Après son retour en ligue professionnelle suédoise en 2008 et un parcours universitaire, elle revient jouer pour le club des Inferno de Calgary en Ligue canadienne de hockey féminin (LCHF) pour sa dernière saison. Elle remporte la coupe Clarkson 2016 et participe à la victoire 8 - 3 en comptabilisant deux assistances. Elle est également sélectionnée lors du 2e match des étoiles de la LCHF où elle inscrit un but sous le dossard de l'équipe Noire.

#### Parcours en ligue universitaire: U Sports

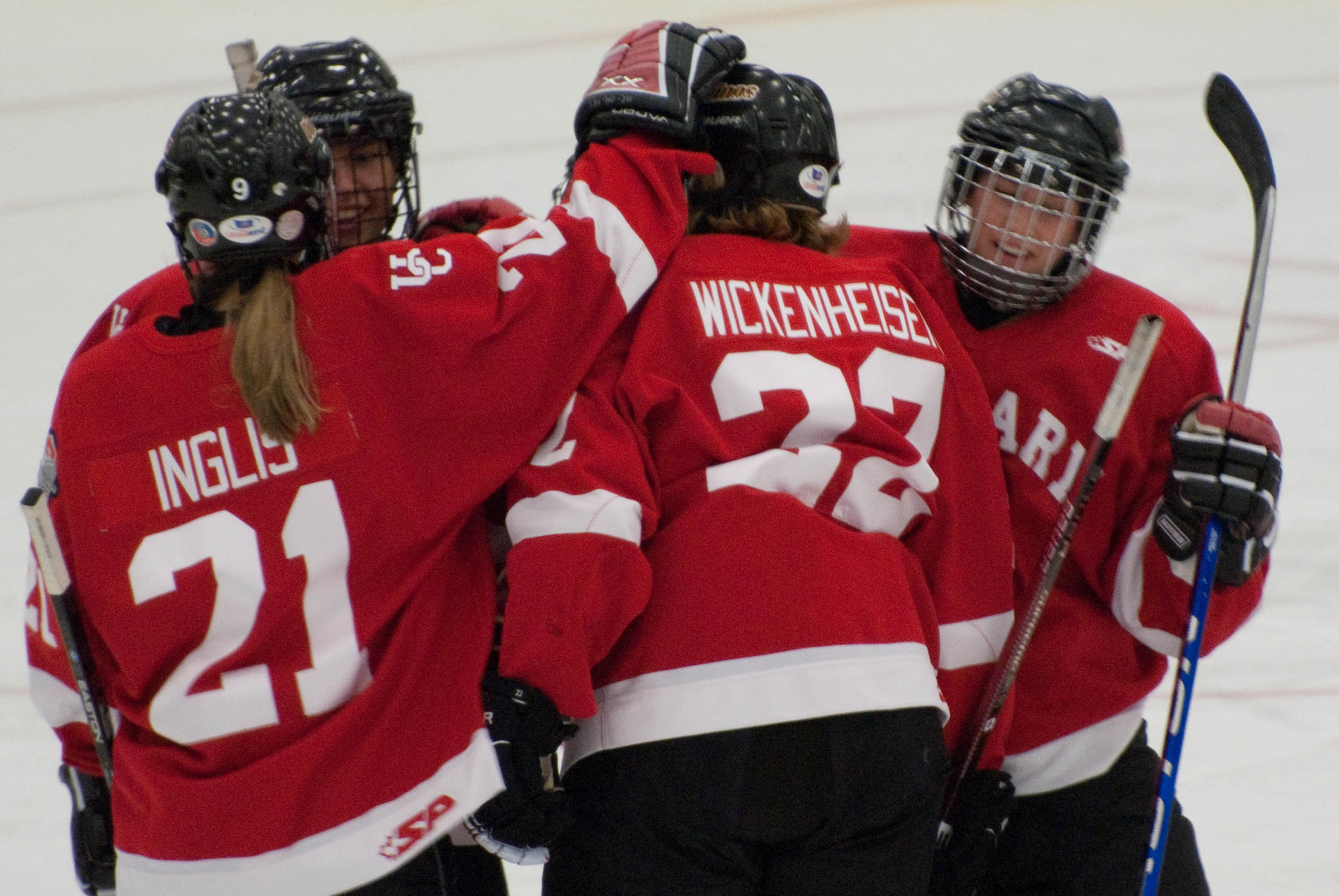
8 octobre 2010 : Hayley Wickenheiser célébrant son premier but universitaire avec les Dinos de Calgary

En septembre 2010 à l'âge de 32 ans, Wickenheiser fait un retour aux études pour passer son diplôme de kinésithérapeute. Elle s'inscrit a l'Université de Calgary et joue pour les Dinos de Calgary dans le Championnat universitaire canadien (SIC ou U Sports), car l'équipe s'entraîne tous les jours et cela lui permet de rester proche de sa famille,. Elle contribue aux succès des Dinos avec la conquête de deux championnats de la conférence Canada Ouest et de leur premier championnat national canadien (2012).
À la fin de la première saison 2010-2011, elle reçoit le Trophée Brodrick (meilleure joueuse de la saison régulière universitaire en U Sports). Alors qu'elle n'a joué que 15 matchs sur les 24 de la saison régulière, elle est première ex æquo de la division avec 40 points. Elle est nommée dans la première équipe d'étoiles en 2010-2011 et dans la seconde équipe d'étoiles en 2011-2012 et dans l'équipe étoiles des séries éliminatoires 2011-2012,.
Elle prend sa retraite en tant que joueuse de hockey en 2017, souhaitant retourner à l'université pour passer son diplôme de médecine.

### En équipe nationale

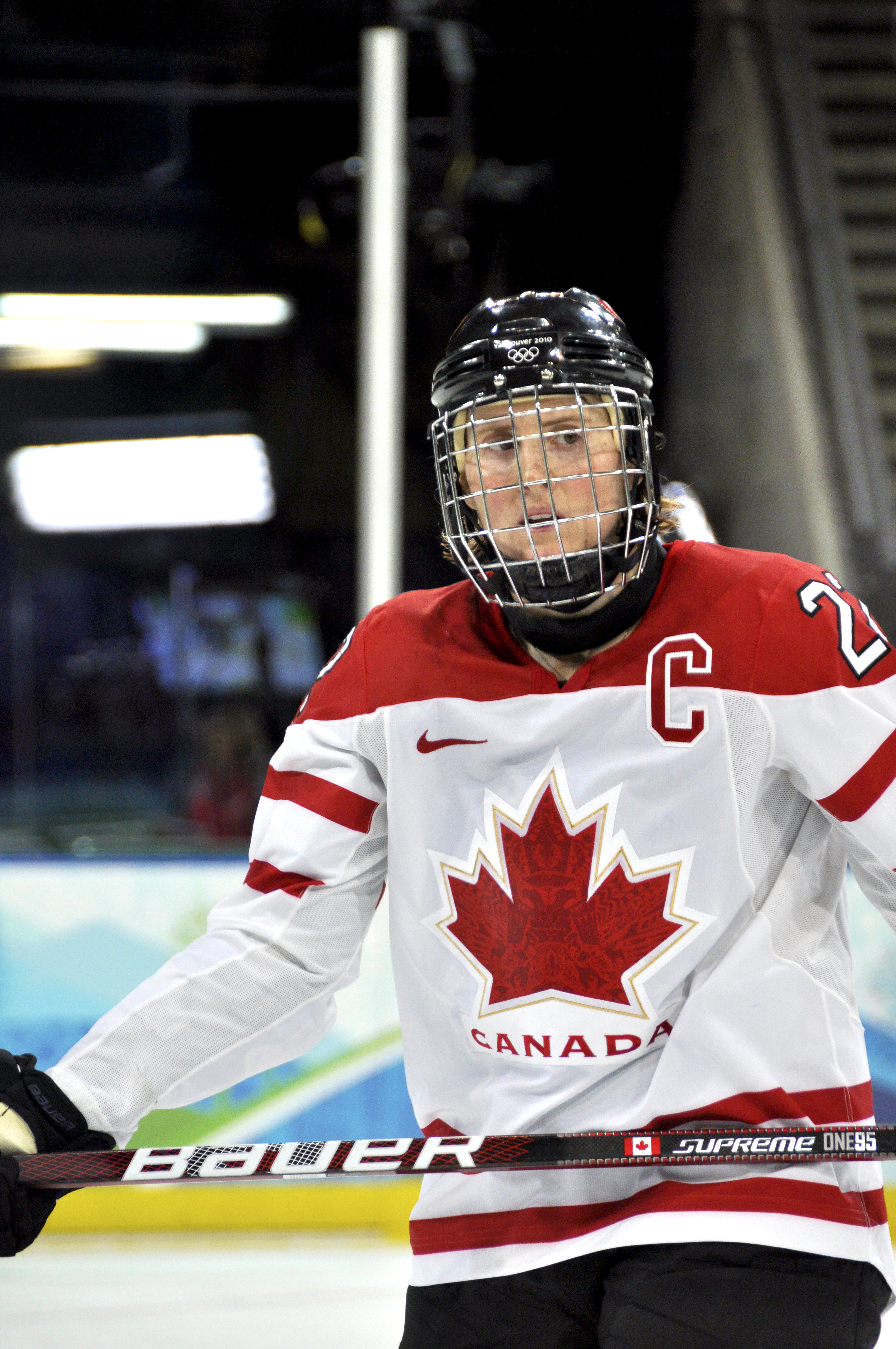
Hayley Wickensheiser aux Jeux Olympiques de Vancouver.

A l'âge de 15 ans, Wickenheiser est appelée à jouer au camp d'entrainement de l'équipe nationale du Canada et elle en restera membre jusqu'à sa retraite en 2017. Elle impressionne tellement la fédération qu'elle est sélectionnée malgré son âge pour les championnats du monde de Lake Placid dans l'État de New York en 1994, devenant ainsi la plus jeune joueuse a représenter le Canada en hockey sur glace. Elle y joue trois matchs et obtient une mention d'assistance.
En 1995 et 1996, elle joue pour l'équipe nationale canadienne aux championnats du Pacifique. En 1996, Wickenheiser est élue Most Valuable Player du Tournoi nationale Esso, et aide l'équipe de la province d'Alberta à  remporter la médaille d'or. Elle joue également aux tournois 1996 et 1997 de la Coupe des quatre nations.
Elle participe au total à 13 championnats du monde, de 1994 à 2016, remportant 7 médailles d'or et 6 médailles d'argent. Elle est nommée Most Valuable Player lors des éditions 1999 et 2007. Elle n'a pas pu assister à l'édition de 2001 en raison d'une blessure et a été sélectionnée pour l'édition de 2003 avant son annulation.
Elle est membre de l'équipe nationale du Canada qui remporte la médaille d'argent aux Jeux olympiques d'hiver de 1998 à Nagano, première édition des jeux olympiques qui accueille le hockey sur glace féminin comme discipline. Elle remporte également une médaille d'or aux Jeux olympiques d'hiver de 2002 à Salt Lake City, aux Jeux olympiques d'hiver de 2006 à Turin, aux Jeux olympiques d'hiver de 2010 à Vancouver ainsi qu'aux Jeux olympiques d'hiver de 2014 à Sotchi en Russie. Elle est nommée Most Valuable Player lors des éditions 2002 et 2006. En 2010, elle devient la joueuse olympique ayant inscrit le plus de but de tous les temps, tournoi masculin et féminin confondus, avec un total de 16 buts.
Elle fait partie d'un cercle restreint de cinq athlètes, avec ses coéquipières Jayna Hefford et Caroline Ouellette, ayant remporté quatre médailles d'or olympiques consécutives. Lors de sa retraite en 2017, elle est l'olympienne en tête des tournois masculins et féminins avec 18 buts et 51 points.
Lors des Jeux olympiques de Sotchi en 2014, elle est nommée porte drapeau par sa fédération.
Elle est capitaine de l'équipe nationale de 2006 à 2014. En 23 ans de carrière internationale, elle a inscrit 168 buts et 211 assistances en 276 matchs, détenant ainsi le record de l'équipe nationale lors de sa retraite en 2017.

### Carrière en staff
Hayley Wickenheiser est embauchée durant l'été 2018 par le directeur général du Maple Leafs de Toronto pour un poste de directrice adjointe au développement des joueurs. Elle a pour rôle de surveiller l'évolution des différents prospects de la ligue de l'Ouest ainsi qu'effectuer un travail rapproché chaque mois avec les joueurs des Leafs et des Marlies (en LAH) pour améliorer leurs performances. En mai 2021, elle est promue à un poste de directrice principale alors que son ancienne coéquipière Danielle Goyette est embauchée en tant que directrice générale du département .

### Carrière en Softball
Elle prend part aux compétitions de softball féminin des Jeux olympiques de Sydney en 2000,. Cela vient à la suite d'une longue carrière dans ce sport, en effet dès 1994 elle participe au championnat national canadien niveau Midget, où elle est nommée Meilleure batteuse et Shortstop. En 1995, elle est membre de l'équipe nationale au championnat mondial junior de Softball qui se déroule en Illinois, où le Canada termine cinquième. L'année suivante, elle participe à nouveau au championnat national canadien et son équipe termine seconde ; elle reçoit les mêmes honneurs.
En 1999, elle participe avec l'équipe nationale au championnat mondial mais dans l'équipe sénior, le Canada termine à la quatrième place. Après les jeux olympiques de 2000, Wickenheiser n'a plus participé à des championnats dans cette discipline.

### Vie privée
Elle est la cousine du défunt Doug Wickenheiser.
Wickenheiser est diplômée en kinésithérapie depuis 2013 et en médecine depuis 2021,, . 
Le 15 juillet 2011, sa ville natale de Shaunavon nomme un complexe sportif d'après son nom (Crescent Point Wickenheiser Centre). Le 30 juin de la même année, elle reçoit l'Ordre du Canada par le gouverneur général David Johnston.
Elle est également l'auteur d'un livre intitulé «Gold Medal Diary – Inside the World's Greatest Sports Event», racontant sa préparation avec l'équipe nationale du Canada et son parcours lors des jeux olympiques de 2010 et après.

## Statistiques

### En club
| Saison          | Équipe                  | Ligue           |    | Saison régulière | Saison régulière | Saison régulière | Saison régulière | Saison régulière |   | Séries éliminatoires | Séries éliminatoires | Séries éliminatoires | Séries éliminatoires | Séries éliminatoires |
| Saison          | Équipe                  | Ligue           | PJ | B                | A                | Pts              | Pun              | PJ               | B | A                    | Pts                  | Pun                  |                      |                      |
| 2002-2003       | HC Salamat              | Suomi-sarja     | 12 | 1                | 3                | 4                | 6                | 2                | 0 | 2                    | 2                    | 2                    |                      |                      |
| 2003-2004       | HC Salamat              | Mestis          | 10 | 0                | 0                | 0                | 2                |                  |   |                      |                      |                      |                      |                      |
| 2004-2005       | Oval X-Treme de Calgary | WWHL            | 18 | 22               | 36               | 58               | 20               |                  |   |                      |                      |                      |                      |                      |
| 2006-2007       | Oval X-Treme de Calgary | WWHL            | 14 | 27               | 21               | 48               | 16               | -                | - | -                    | -                    | -                    |                      |                      |
| 2007-2008       | Oval X-Treme de Calgary | WWHL            | 19 | 19               | 30               | 49               | 20               | -                | - | -                    | -                    | -                    |                      |                      |
| 2008-2009       | Linden Hockey           | Division 1      | 21 | 1                | 2                | 3                | 10               |                  |   |                      |                      |                      |                      |                      |
| 2010-2011       | Dinos de Calgary        | U Sports        | 15 | 17               | 23               | 40               | 32               | 2                | 0 | 3                    | 3                    | 6                    |                      |                      |
| 2011-2012       | Dinos de Calgary        | U Sports        | 16 | 17               | 15               | 32               | 60               | -                | - | -                    | -                    | -                    |                      |                      |
| 2012-2013       | Dinos de Calgary        | U Sports        | 22 | 16               | 27               | 43               | 14               | 6                | 1 | 5                    | 6                    | 18                   |                      |                      |
| 2013-2014       | Canada                  | AMHL            | 13 | 2                | 3                | 5                | 2                | -                | - | -                    | -                    | -                    |                      |                      |
| 2014-2015       | Dinos de Calgary        | U Sports        | 15 | 5                | 14               | 19               | 16               | -                | - | -                    | -                    | -                    |                      |                      |
| 2015-2016       | Inferno de Calgary      | LCHF            | 23 | 3                | 13               | 16               | 10               | 3                | 1 | 2                    | 3                    | 0                    |                      |                      |
| 2016-2017       | Inferno de Calgary      | LCHF            | 1  | 0                | 0                | 0                | 0                | -                | - | -                    | -                    | -                    |                      |                      |
| Totaux U Sports | Totaux U Sports         | Totaux U Sports | 68 | 55               | 79               | 134              | 122              | 8                | 1 | 8                    | 9                    | 24                   |                      |                      |
| Totaux WWHL     | Totaux WWHL             | Totaux WWHL     | 51 | 68               | 87               | 155              | 56               |                  |   |                      |                      |                      |                      |                      |

### En équipe nationale
| Année | Équipe | Compétition          |   | PJ | B  | A  | Pts | Pun               |  | Résultat |
| 1994  | Canada | Championnat du monde | 3 | 0  | 1  | 1  | 0   | Médaille d'or     |  |          |
| 1997  | Canada | Championnat du monde | 5 | 4  | 5  | 9  | 4   | Médaille d'or     |  |          |
| 1998  | Canada | Jeux olympiques      | 6 | 2  | 6  | 8  | 4   | Médaille d'argent |  |          |
| 1999  | Canada | Championnat du monde | 5 | 3  | 5  | 8  | 8   | Médaille d'or     |  |          |
| 2000  | Canada | Championnat du monde | 5 | 1  | 7  | 8  | 4   | Médaille d'or     |  |          |
| 2002  | Canada | Jeux olympiques      | 5 | 7  | 3  | 10 | 2   | Médaille d'or     |  |          |
| 2004  | Canada | Championnat du monde | 5 | 3  | 2  | 5  | 2   | Médaille d'or     |  |          |
| 2005  | Canada | Championnat du monde | 5 | 5  | 3  | 8  | 6   | Médaille d'argent |  |          |
| 2006  | Canada | Jeux olympiques      | 5 | 5  | 12 | 17 | 6   | Médaille d'or     |  |          |
| 2007  | Canada | Championnat du monde | 5 | 8  | 6  | 14 | 0   | Médaille d'or     |  |          |
| 2008  | Canada | Championnat du monde | 5 | 3  | 6  | 9  | 6   | Médaille d'argent |  |          |
| 2009  | Canada | Championnat du monde | 5 | 4  | 4  | 8  | 4   | Médaille d'argent |  |          |
| 2010  | Canada | Jeux olympiques      | 5 | 2  | 9  | 11 | 0   | Médaille d'or     |  |          |
| 2011  | Canada | Championnat du monde | 5 | 3  | 2  | 5  | 4   | Médaille d'argent |  |          |
| 2012  | Canada | Championnat du monde | 5 | 3  | 7  | 10 | 4   | Médaille d'or     |  |          |
| 2013  | Canada | Championnat du monde | 3 | 0  | 0  | 0  | 2   | Médaille d'argent |  |          |
| 2014  | Canada | Jeux olympiques      | 5 | 2  | 3  | 5  | 0   | Médaille d'or     |  |          |
| 2016  | Canada | Championnat du monde | 5 | 0  | 1  | 1  | 0   | Médaille d'argent |  |          |

## Trophées et honneurs personnels

### Ligues
- Trophée Broderick (Joueuse de l'année de la U Sports) pour la saison 2010-2011

### En équipe nationale
- Most Valuable Player du Tournoi Esso national en 1996 et 2007
- Most Valuable Player du Championnat du monde en 1999 et 2007
- Most Valuable Player des Jeux Olympiques en 2002 et 2006
- Trophée Bobbie Rosenfeld (récompensant l’athlète féminine canadienne de l'année) en 2007[23]

### Autres
- Classée 20e dans la liste des 25 athlètes les plus forts du monde par Sports Illustrated
- Nommée deux fois dans le classement des 50 influenceurs sportifs par The Globe and Mail
- Reçoit l'Ordre du Canada en 2011
- Intronisée au Canada’s Walk of Fame en 2014[37]